# Leptodoras
Leptodoras — рід прісноводних риб родини Бронякові ряду сомоподібних. Має 12 видів.

## Опис
Загальна довжина представників цього роду коливається від 8 до 28 см. Морда довга, конічна. Є добре розвинений ротовий каптур, утвореного мембранним об'єднанням щелепних вусиків, спарених щелепних вусиків на підборідді, а також структур губ. Є 3 пари бахромчастих вусиків. Тулуб витягнутий. Спинний плавець високий, великий, з короткою основою. Деякі види мають довгу спинну колючку (перший промінь плавця). Грудні плавці добре розвинені. Анальний плавець переважно високий, з короткою основою. Жировий плавець невеличкий. Хвостовий плавець доволі значний, розрізаний.

## Спосіб життя
Це бентосні риби. Зустрічаються в річках з помірною, рідше зі швидкою течією і білою або чорною водою на висоті від 200 до 500 м над рівнем моря. Воліють до мілини, не глибше 2 м, з піщаним дном. L. linnelli, навпаки, любить глибокі річкові ділянки. Утворюють косяки. Люблять копирсатися в піску. Активні у сутінковий час. Вночі підходять до берега. Живляться водними безхребетними, переважно личинками хірономід, а також детритом. Ротовий каптур полегшує пошук й всмоктування здобичі.

## Розповсюдження
Поширені в басейні річок Амазонка, Оріноко, Ріу-Неґру, Ессекібо, Тапажос, Шінгу, Токантінс, Мадейра.

## Види
- Leptodoras acipenserinus
- Leptodoras cataniai
- Leptodoras copei
- Leptodoras hasemani
- Leptodoras juruensis
- Leptodoras linnelli
- Leptodoras marki
- Leptodoras myersi
- Leptodoras nelsoni
- Leptodoras oyakawai
- Leptodoras praelongus
- Leptodoras rogersae

## Тримання в акваріумі
Підходить ємність від 100 літрів. На дно насипають дрібний пісок білого кольору шаром 2-3 см. Із декорацій підійдуть невеликі корчі. Рослини висаджують тільки уздовж задньої стінки. Мирні. Містять групою від 3-5 особин. Сусідами можуть бути спокійні риби верхніх і середніх шарів. З донних видів підійдуть коридораси. У затінених зонах відпочивають прямо на піску. Їдять будь-які живі харчі. Без проблем привчаються брати замінники живого — фарш з морепродуктів. З технічних засобів знадобиться внутрішній фільтр середньої потужності, компресор. Температура тримання повинна становити 20-24 °C.